# Polia similissima
Polia similissima är en fjärilsart som beskrevs av Jacques Plante 1982. Polia similissima ingår i släktet Polia och familjen nattflyn. Inga underarter finns listade i Catalogue of Life.